# Roßbergbahn
| Streckennummer (DB): | 4561                 |                                        |                                        |
| Kursbuchstrecke (DB): | 752, ehemals 306e    |                                        |                                        |
| Kursbuchstrecke: | 306f (1946)          |                                        |                                        |
| Streckenlänge: | 10,99 km             |                                        |                                        |
| Spurweite: | 1435 mm (Normalspur) |                                        |                                        |
| Streckenklasse: | CE                   |                                        |                                        |
| Maximale Neigung: | 1:35 = 28,6 ‰        |                                        |                                        |
| Minimaler Radius: | 200 m                |                                        |                                        |
| Streckengeschwindigkeit: | 50 km/h              |                                        |                                        |
| |                      |                                        |                                        |
| \| \| \| von Isny \| \| \| \| 0,00 \| Roßberg \| 651 m \| \| \| \| nach Herbertingen \| \| \| \| 3,54 \| Mennisweiler \| Mennisweiler \| \| \| 4,87 \| Ehrensberg (bis 1. Juni 1924) \| Ehrensberg (bis 1. Juni 1924) \| \| \| 7,08 \| Haidgau \| Haidgau \| \| \| 9,21 \| Oberlandglas, Werk III \| Oberlandglas, Werk III \| \| \| 9,90 \| zum Haidgauer Torfwerk (1920 bis 1946) \| zum Haidgauer Torfwerk (1920 bis 1946) \| \| \| 10,0 \| Oberlandglas, Werk I und II \| Oberlandglas, Werk I und II \| \| \| 10,24 \| Süddeutsche Altglas-Rohstoff \| Süddeutsche Altglas-Rohstoff \| \| \| 10,99 \| Bad Wurzach \| 653 m \| |                      |                                        |                                        |
| Strecke |                      | von Isny                               | von Isny                               |
| Dienststation / Betriebs- oder Güterbahnhof | 0,00                 | Roßberg                                | 651 m                                  |
| Abzweig geradeaus und nach links |                      | nach Herbertingen                      | nach Herbertingen                      |
| ehemaliger Haltepunkt / Haltestelle | 3,54                 | Mennisweiler                           | Mennisweiler                           |
| ehemaliger Haltepunkt / Haltestelle | 4,87                 | Ehrensberg (bis 1. Juni 1924)          | Ehrensberg (bis 1. Juni 1924)          |
| ehemaliger Haltepunkt / Haltestelle | 7,08                 | Haidgau                                | Haidgau                                |
| Abzweig geradeaus und nach links | 9,21                 | Oberlandglas, Werk III                 | Oberlandglas, Werk III                 |
| Abzweig geradeaus und ehemals nach links | 9,90                 | zum Haidgauer Torfwerk (1920 bis 1946) | zum Haidgauer Torfwerk (1920 bis 1946) |
| Dienststation / Betriebs- oder Güterbahnhof | 10,0                 | Oberlandglas, Werk I und II            | Oberlandglas, Werk I und II            |
| Abzweig geradeaus und ehemals von links | 10,24                | Süddeutsche Altglas-Rohstoff           | Süddeutsche Altglas-Rohstoff           |
| Kopfbahnhof Streckenende | 10,99                | Bad Wurzach                            | 653 m                                  |

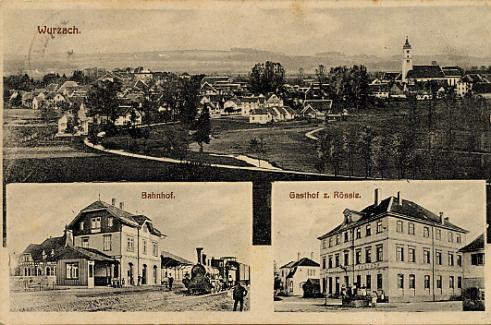
Der Bahnhof Wurzach um 1910

Die Roßbergbahn ist die am 21. Juni 1904 in Betrieb genommene Eisenbahnstrecke zwischen dem heute nach Wolfegg eingemeindeten Ort Roßberg und der Stadt Bad Wurzach. Sie ist 10,99 Kilometer lang und zweigt in Roßberg von der Bahnstrecke Herbertingen–Isny ab.

## Geschichte
Da die Strecke nicht wirtschaftlich betrieben werden konnte, war bereits 1927 beabsichtigt, sie stillzulegen. Es dauerte jedoch noch bis zum 29. September 1963, bis die Deutsche Bundesbahn den Personenverkehr einstellte. Am 21. Dezember 2002 folgte die Einstellung des Güterverkehrs, der aber bereits 2003 wieder aufgenommen wurde. Die Deutsche Bahn AG war 2003 nicht mehr bereit, weiterhin für den Unterhalt der Infrastruktur aufzukommen, so dass sich die Stadt Bad Wurzach gezwungen sah, die Strecke durch Kauf zu übernehmen. Seit 2004 wird sie deshalb von der Stadt als Eisenbahninfrastrukturunternehmen betrieben, wobei sie sich der Württembergischen Eisenbahn-Gesellschaft (WEG) als Dienstleister bediente.
Als Eisenbahnverkehrsunternehmen stellte ab August 2003 die Bayerische Cargo-Bahn GmbH, eine ehemalige Tochtergesellschaft von Captrain Deutschland, die Versorgung der Saint Gobain Oberland AG mit den Rohstoffen Soda und Quarzsand sicher. Im August 2012 übernahm Stock-Transport GmbH aus Mainz diesen Verkehr, bis er Ende 2016 auf die Straße verlagert wurde, so dass die Bahnstrecke seither keinen Güterverkehr mehr aufwies. Seit Anfang 2018 wird wieder ein Teil der Transportleistungen über die Schiene erbracht. Für Verschubarbeiten wird auch der Streckenteil zwischen Glaswerk und Streckenende befahren.
An der Deckung des Betriebskostendefizits der Roßbergbahn beteiligen sich vor allem die Verallia Deutschland AG (ehemals Saint Gobain Oberland AG) sowie die Stadt Bad Wurzach und der Landkreis Ravensburg, in dem die Strecke verläuft.
An jedem Sonn- und Feiertag zwischen Mai und Oktober findet regulärer Schienenpersonennahverkehr auf der Strecke statt: DB Regio AG, Baden-Württemberg betreibt im Auftrag des Verkehrsministeriums Baden-Württemberg die Linie RB 52 „Moorbahn“ mit jeweils vier Zugpaaren. Die Züge verkehren von Bad Wurzach nach Aulendorf, bedient werden Bad Wurzach, Bad Waldsee und Aulendorf. Eingesetzt werden Fahrzeuge des Typs Baureihe 650.
Der Zugbetrieb wurde in dieser Form am 4. Juli 2010 aufgenommen, anfangs durch die  DB ZugBus Regionalverkehr Alb-Bodensee GmbH (RAB) mit Triebwagen der Baureihe 628, nur zweiwöchentlich aber mit fünf Zugpaaren. Gelegentlich fuhren schon zuvor zu besonderen Ereignissen Sonderzüge.
Im Zuge der Elektrifizierungsarbeiten an der Strecke Geltendorf–Lindau wurde der ansonsten im Personenverkehr unbenutzte Bahnhof Roßberg als Umsteigepunkt zwischen dem Schienenersatzverkehr und den planmäßigen Bahnverbindungen genutzt. Im Mai 2019 entgleisten bei einer Rangierfahrt in Roßberg zwei Güterwagen.

## Besonderheiten
Im Betriebsbahnhof Roßberg, der früher auch ein Personenbahnhof war, findet zwar ein Halt der Züge statt, aber nur zum Fahrtrichtungswechsel. Bei Kilometer 2,9 der Strecke befindet sich ein Bahnübergang, der diagonal über eine Straßenkreuzung führt, so dass bei Zugdurchfahrten alle vier Straßen mit Schranken gesichert werden.

## Galerie

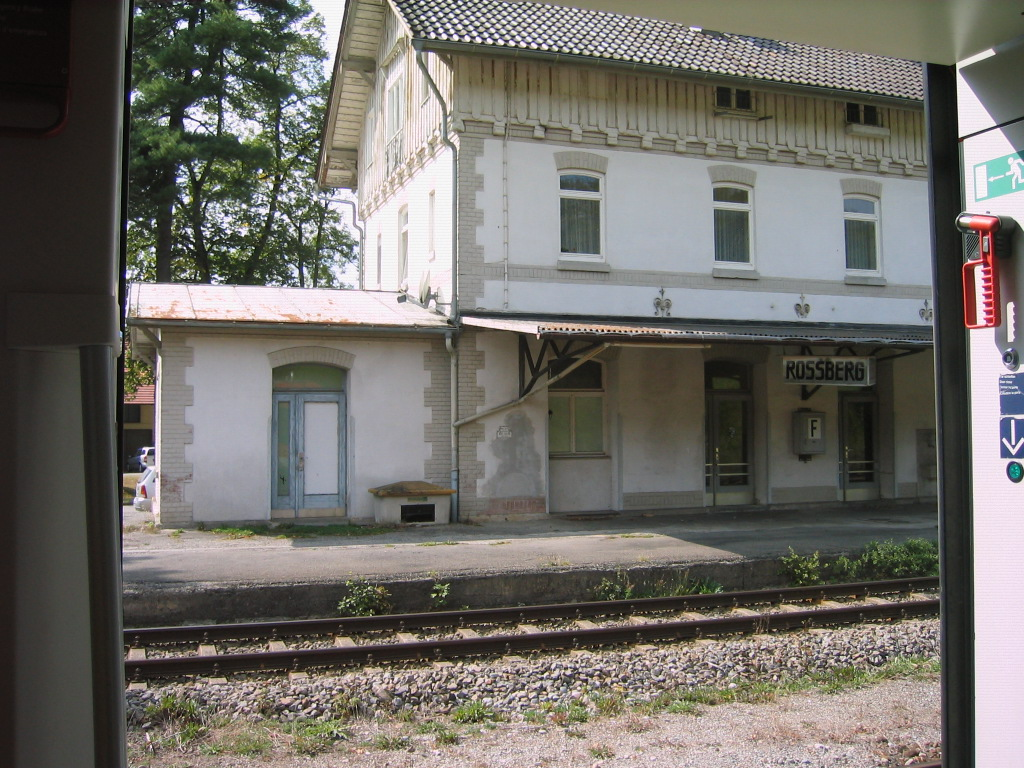
Bahnhof Roßberg
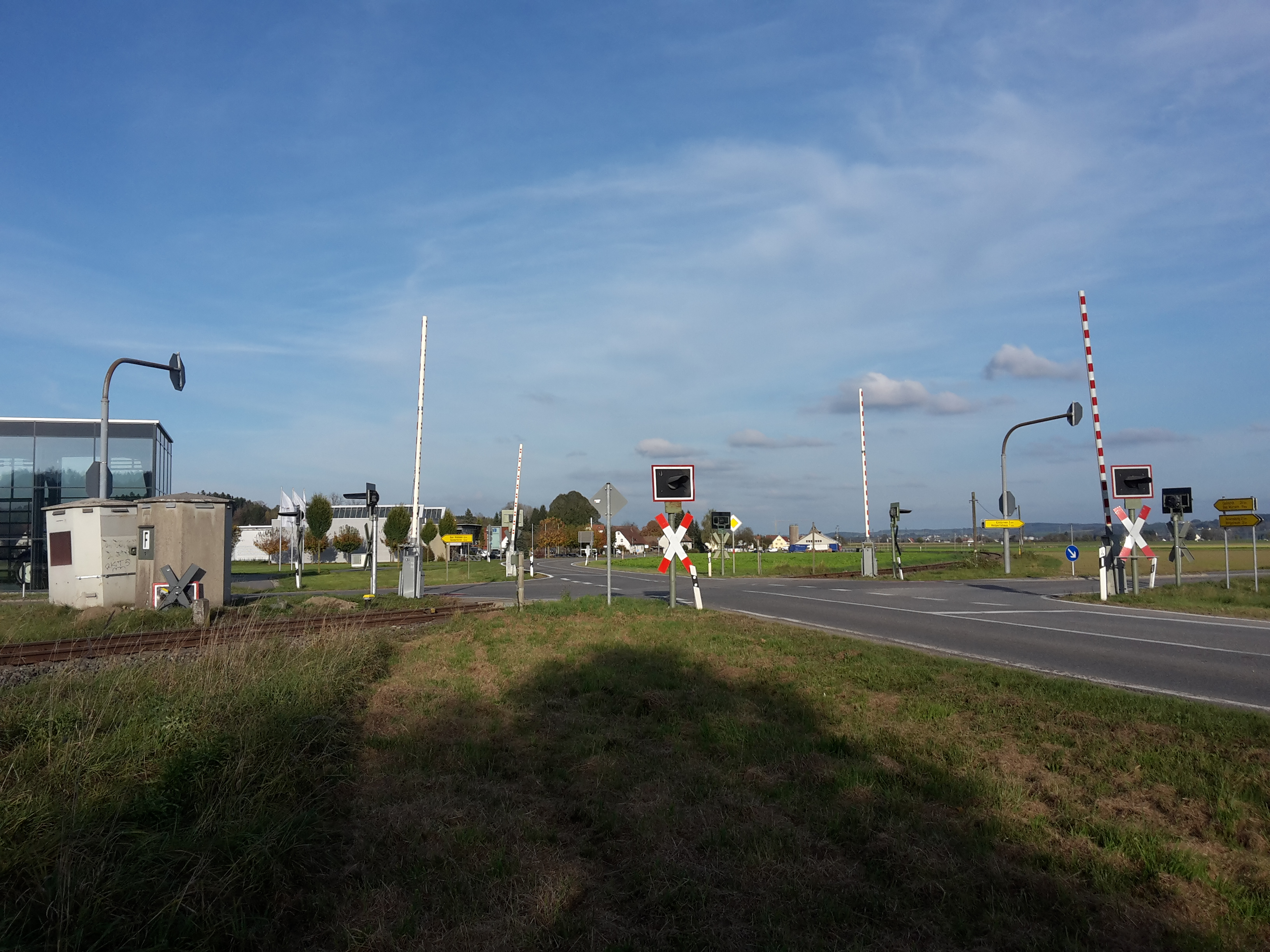
Bahnübergang der Roßbergbahn diagonal über eine Straßenkreuzung bei km 2,9
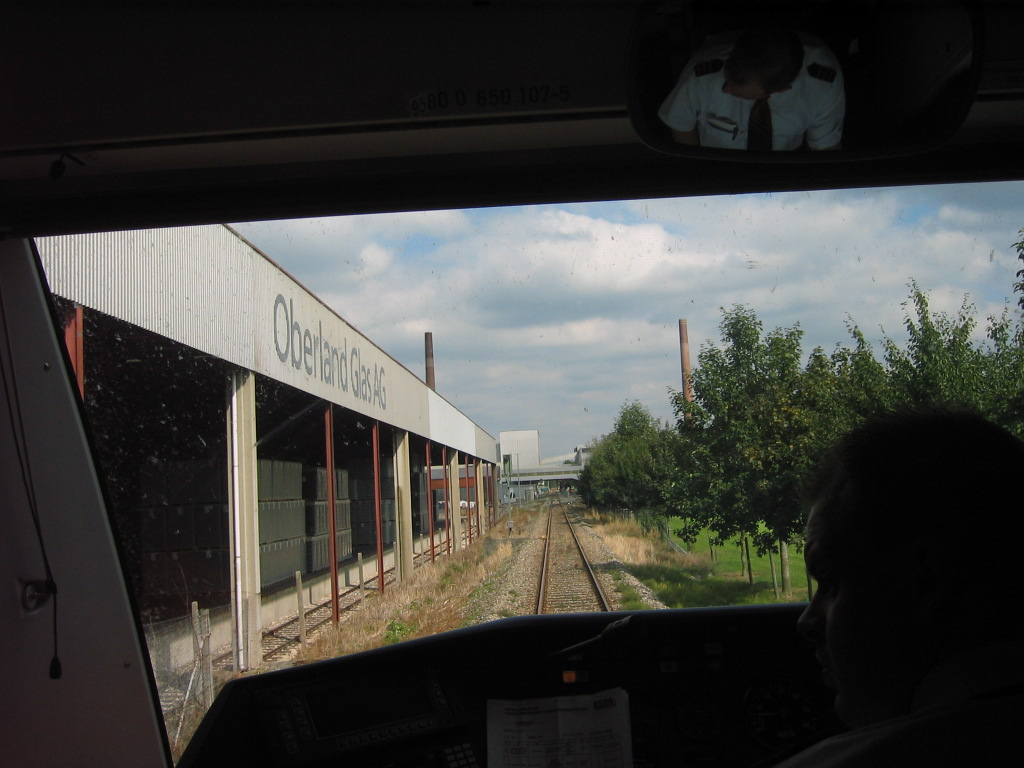
Oberland Glas AG
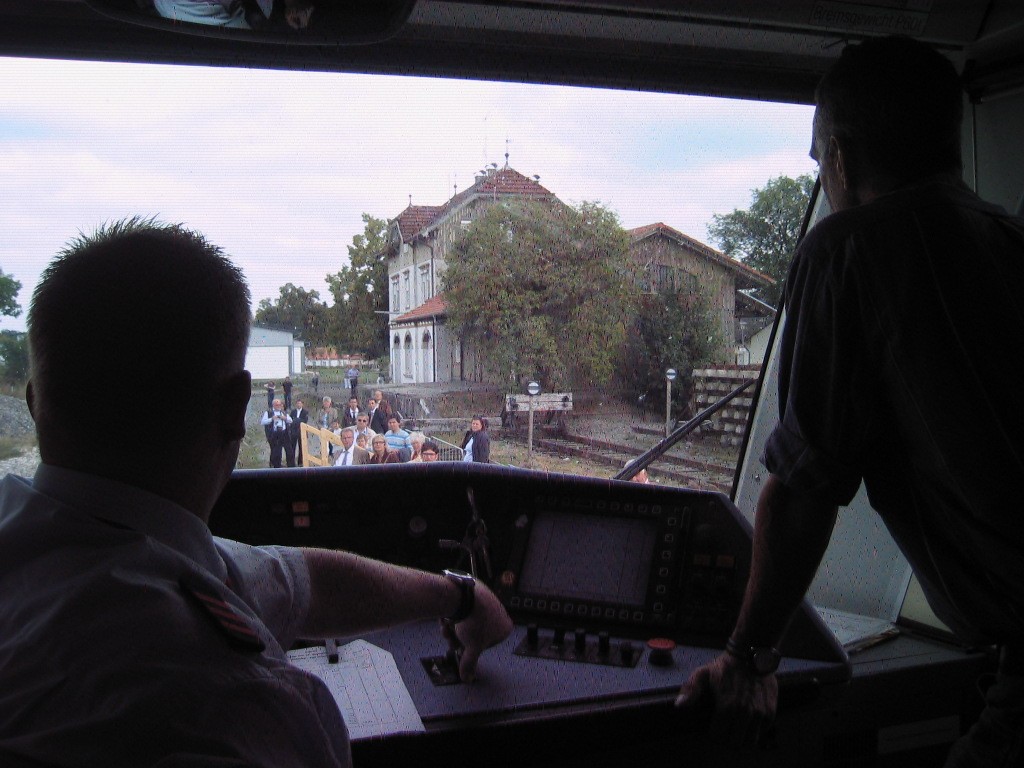
Bahnhof Bad Wurzach
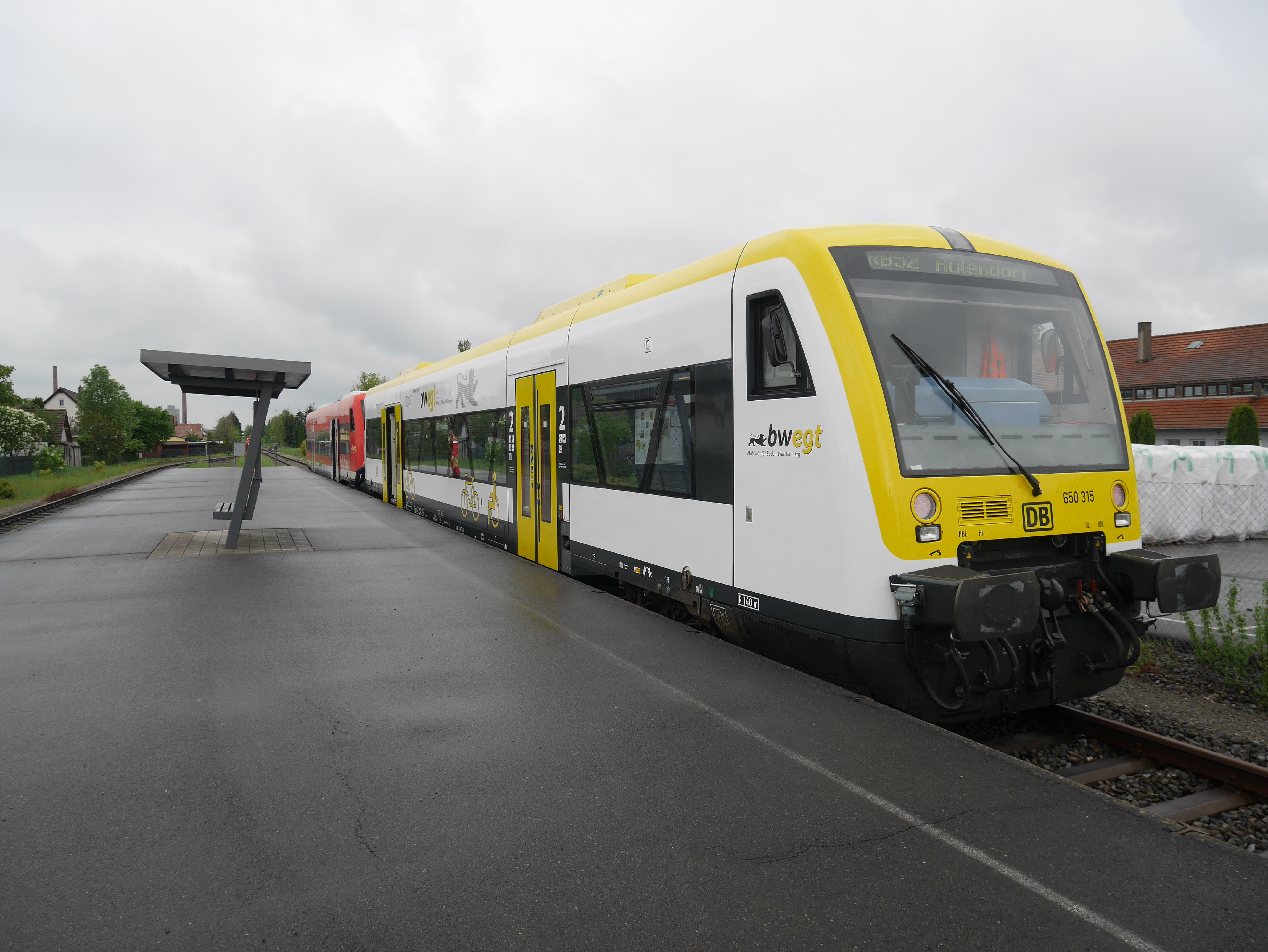
Regionalbahn im Bahnhof Bad Wurzach